# Церква святих верховних апостолів Петра і Павла (Долішня Слобідка)
Церква святих верховних апостолів Петра і Павла в Долішній Слобідці в Долішній Слобідці — парафія і храм греко-католицької громади Монастириського деканату Бучацької єпархії Української греко-католицької церкви в колишньому селі Долішня Слобідка Чортківського району Тернопільської области.

## Історія церкви
Від початку свого існування громада хутора завжди належала до парафії села Дубенка, і їх обслуговували місцеві священники. Така традиція збереглася й донині.
Муровану церкву Святих Верховних Апостолів Петра і Павла збудували у 1885 році. Це була колишня каплиця латинського обряду, якою користувалися і українці.
У 1939 році чотири українські родини почали зводити власну церкву за пожертви о. Палагіцького з Монастириська. Однак будівництво перервала Друга світова війна, і споруда залишилася незавершеною.
У 1945—1946 роках польське населення хутора було депортоване, а каплицю закрили. За радянської влади її використовували як зерноочищувальний пункт.
У 1993 році мешканці хутора відновили храм і освятили його на честь Святих Верховних Апостолів Петра і Павла.
На території села також встановлені пам'ятні хрести парафіяльного значення.

## Парохи
- о. Ярослав Пилипів (1993—2002),
- о. Ігор Віхастий (з 2002).